# جريبوفسكي جي-30
طائرة جريبوفسكي جي-30 (بالروسية: Грибовский Г-30) هي طائرة شحن من تصميم الطيار السوفيتي فلاديسلاف جريبوفسكي والتي تم تطويرها كبديل ميكانيكي للطائرة الشراعية جريبوفسكي جي-29، المسماة G11، بعد توقف عملية تصنيعها في عام 1942 بسبب عدم وجود عدد كافٍ من طائرات السحب وقلة عدد طياري الطائرات الشراعية المتاحة في تلك الفترة، بالإضافة إلى صعوبة تخزينها كونها طائرات خشبية، حيث تم تزويد الطائرة الجديدة بمحرك مزدوج.
وقد تمت عملية التطوير من خلال تركيب محرك مزدوج على دعامات فوق الأجنحة، بعد أن تم تجريب تركيب المحرك أولاً في مقدمة الطائرة. في صيف عام 1942، تم إجراء الاختبارات الأولية للطائرة باستخدام محرك احتراق داخلي من نوع شفيتسوف إم 11 (Schwezow M-11) مكون من خمس أسطوانات، لكنها لم تكن مرضية، فتم التخطيط بعد ذلك لاستخدام محرك من نوع رينو بينغالي إم دبيلو-6 (Renault Bengali MW-6) بست اسطوانات. ومع ذلك، لم يتم اتخاذ القرار بتصنيع الطائرة على هذا النحو، ثم استبعدت تمامًا من التصنيع مع توقف إنتاج G-29 في عام 1942، ومع اعتماد طائرة الشحن شيرباكوف Shcherbakov المعروفة اختصارًا بـ شيشي-2 Shche-2 ذات المحركين، لم تعد هناك حاجة لطائرة نقل خفيفة من هذا الطراز.
في نهاية عام 1943 استؤنف انتاج الطائرة G11 من جديد في ريازان، وحلَّقت أول طائرة تم تصنيعها هناك في مارس 1944 وكان يتم إجراء بعض التغييرات على الطائرة أثناء الإنتاج، حيث تم تكبير باب التحميل، وإلغاء الباب الموجود على الجانب الأيمن. كما حصلت الطائرات على تحكمًا مزدوجًا وتعزيزات هيكلية. تم إعطاء هذا الطراز تسمية جي-11 يو (G-11U). توقف إنتاج الطائرة مبدئيًا بعد نهاية الحرب العالمية الثانية في منتصف عام 1945، لكنه استؤنف لاحقًا في نفس العام واستمر حتى عام 1948.

## البيانات الفنية للطائرة
| الأوصاف                   | البيانات         |
| ------------------------- | ---------------- |
| الطول                     | 10.84 م          |
| المدى بين الجناحين        | 18.00 م          |
| جناح الطائرة              | 30.00 متر مربع   |
| امتداد الجناح             | 10.8             |
| الكتلة الصافية بدون حمولة | 1500 كجم         |
| الكتلة القصوى عند للإقلاع | 2400 كجم         |
| نوع المحرك                | a Schwezow M-11  |
| الطاقة                    | 74 kW (100 حصان) |